# 钱粮湖镇
钱粮湖镇，中华人民共和国湖南省岳阳市君山区下属的一个镇，位于君山区西部。

## 行政区划
钱粮湖镇下辖2个社区、15个行政村、1个渔场：
- 朝阳社区、雅园社区
- 团东村、团西村、和丰村、西北湖村、三分店村、古月湖村、两门闸村、高桥村、天星洲村、马颈河村、丰收村、向阳村、牛奶湖村、横沟村、新丰村
- 东北湖渔场